# Distretto di Bang Khonthi
Il distretto di Bang Khonthi (in thailandese: บางคนที) è un distretto (amphoe) della Thailandia, situato nella provincia di Samut Songkhram.